# Willy Adames
Willy Rafael Luna Adames (Santiago; 2 de septiembre de 1995) es un Campocorto dominicano de béisbol profesional que juega en las Grandes Ligas (MLB) con los San Francisco Giants

## Carrera

### Detroit Tigers

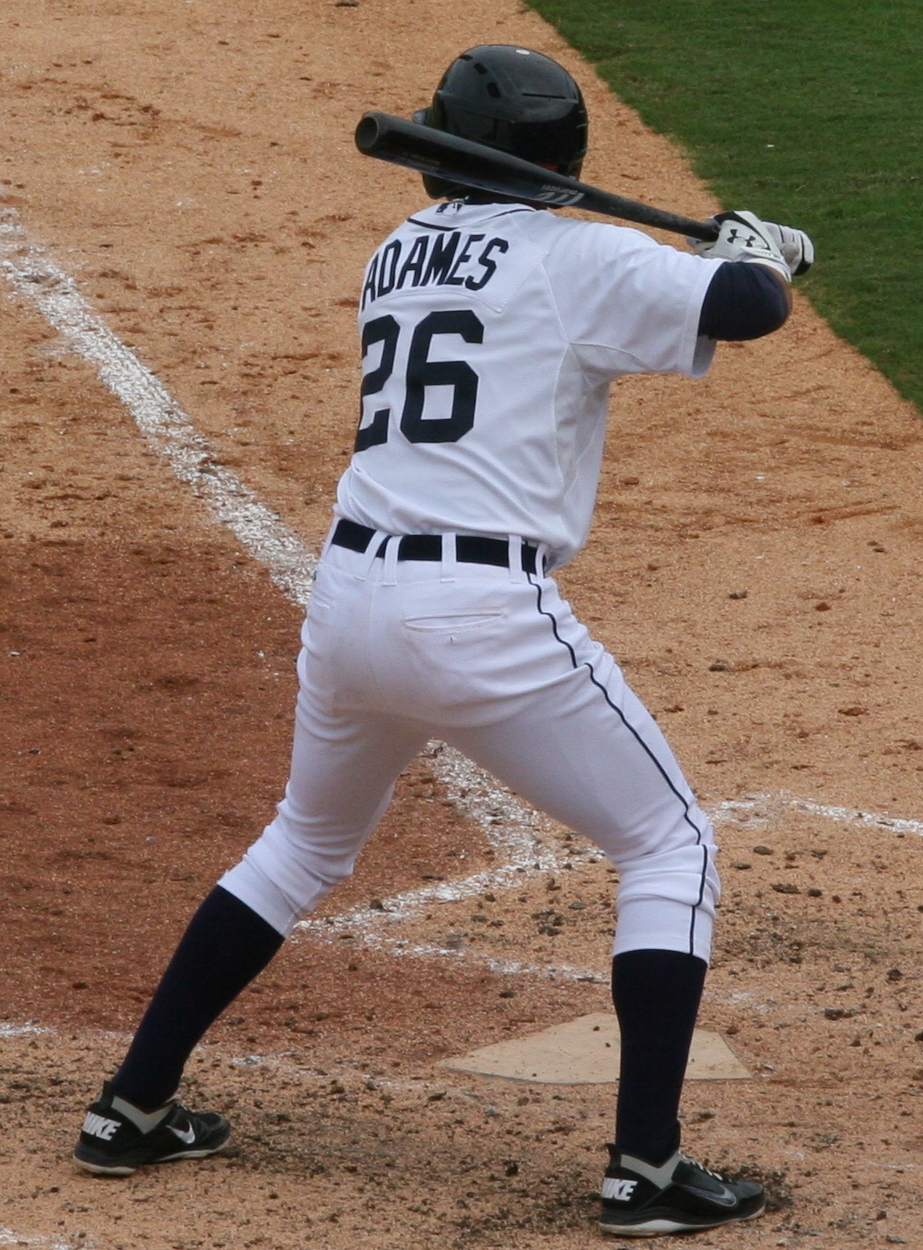
Adames en la Florida Instructional League en 2013

Adames firmó con los Detroit Tigers como agente libre internacional en julio de 2012. Hizo su debut profesional en 2013 con los Tigres de la Liga de Verano Dominicana. En 60 juegos, bateó (.245 / .419 / .370) con un jonrón. Adames comenzó la temporada 2014 con los West Michigan Whitecaps.

### Tampa Bay Rays
El 31 de julio de 2014, Adames estuvo involucrado en un intercambio de tres equipos que envió a Adames, Drew Smyly y Nick Franklin a los Tampa Bay Rays, Austin Jackson a los Seattle Mariners y David Price a los Detroit Tigers. Los Rays lo asignaron a los Hot Rods de Bowling Green , donde terminó la temporada. En 125 juegos combinados entre West Michigan y Bowling Green, bateó para .271 con ocho jonrones y 61 carreras impulsadas. Jugó el 2015 con los Charlotte Stone Crabs donde registró un promedio de bateo de .258 con cuatro jonrones y 46 carreras impulsadas, en 2016 con elMontgomery Biscuits donde bateó .274 con 11 jonrones, 57 carreras impulsadas y 31 dobles. En 2016, Adames fue seleccionado para el Equipo Mundial en el All-Star Futures Game. Los Rays agregaron a Adames a su lista de 40 hombres después de la temporada 2016. En 2017, Adames jugó con los Durham Bulls , donde bateó .277 con 10 jonrones, 62 carreras impulsadas y un OPS de .776. En 2018 con Durham, Adames bateó .286 con 4 jonrones y un OPS de .765 en 64 juegos.
Según MLB.com, Adames fue clasificado como el prospecto número uno en el sistema de granjas de los Tampa Bay Rays en 2015, 2016 y 2017, el prospecto número dos en 2018, y hasta el puesto 16 como el mejor prospecto a nivel nacional.

#### 2018
Adames fue ascendido a los Rays el 22 de mayo de 2018, haciendo su debut en las Grandes Ligas el mismo día. Consiguió su primer hit, un jonrón en solitario de Chris Sale, esa misma noche. Fue enviado de regreso a Durham tres días después para dejar espacio a Joey Wendle, quien regresaba de la lista de paternidad. Más tarde, Adames fue llamado a Tampa el 11 de junio. El 12 de julio, Adames fue enviado de regreso a Durham para recibir un tiempo de juego más consistente, debido al atasco en el medio del cuadro entre Wendle, Adeiny Hechavarria, Daniel Robertson, y Matt Duffy. Adames bateó .226 con un OPS de .606 en su segunda temporada. Adames fue llamado por tercera vez el 22 de julio. El 7 de agosto, Adames conectó un jonrón en solitario contra Miguel Castro de los Orioles de Baltimore. En el mes de agosto, Adames fue galardonado con un lugar en el "equipo del mes" de MLB.com después de reducir .318 / .384 / .523 con 5 jonrones y 14 carreras impulsadas. Luego de una actuación de dos hits en el último juego del año, Adames terminó la temporada con tres juegos consecutivos de múltiples hits, ayudando a los Rays a alcanzar 90 victorias por primera vez desde 2013 . Este tramo culminó una sólida segunda mitad para Adames, quien bateó .329 en los últimos dos meses de la temporada. Adames terminó la temporada cortando .278 / .348 / .406 con 10 jonrones en 85 juegos, registrando 2.0 victorias por encima del reemplazo.

#### 2019
En 2019, Adames se consolidó como campocorto de todos los días, jugando 152 juegos en la posición. El 29 de mayo, Adames conectó un sencillo de salida para vencer a los Toronto Blue Jays. El 29 de septiembre, Adames conectó otro sencillo de salida, esta vez contra los Medias Rojas de Boston. Este fue el tercer abandono de su carrera. En defensa en 2019, registró 13 carreras defensivas salvadas (DRS) y 2.1 victorias defensivas por encima del reemplazo. En el plato, Adames bateó para .254 con 20 jonrones, 52 carreras impulsadas y 69 carreras anotadas. Combinado con la defensa estelar, registró 4.2 victorias por encima del reemplazo. En la Serie Divisional de la Liga Americana, Adames registró una línea de .385 / .500 / .983, bateando dos jonrones y un doble cuando los Rays perdieron ante el banderín ganando a los Astros de Houston en cinco juegos. En el juego 4, Adames registró una asistencia en un lanzamiento apodado 'The Relay' por los medios locales, donde hizo una transición y un lanzamiento perfectos, a 178 pies del plato de home.

#### 2020
En la temporada 2020 acortada, Adames jugó 54 juegos para el primer lugar Tampa Bay Rays . Cortó .259 / .332 / .481 con 8 jonrones y 23 carreras impulsadas . Ese año, los Rays ganaron el banderín de la Liga Americana. Adames bateó para .143 con una carrera impulsada en la Serie Mundial , que los Rays perdieron ante los Dodgers de Los Ángeles en seis juegos. Adames fue el último en salir de la Serie Mundial 2020 cuando Julio Urías retiró el lado y consiguió el salvamento.

#### 2021
Adames bateó .197 / .254 / .371 con 5 jonrones y 15 carreras impulsadas en 41 juegos para los Rays en 2021.

### Milwaukee Brewers
El 21 de mayo de 2021, los Rays cambiaron a Adames junto con Trevor Richards a los Cerveceros de Milwaukee a cambio de los relevistas Drew Rasmussen y JP Feyereisen.
El 16 de julio de 2021, Adames tuvo 4 carreras impulsadas en 3 hits en una victoria por 11-6 sobre Cincinnati, y el 18 de julio ganó el premio al Jugador de la Semana de la Liga Nacional.